# Giorgio Vanzetta
Giorgio Vanzetta (ur. 9 października 1959 w Cavalese) – włoski biegacz narciarski, czterokrotny medalista olimpijski i dwukrotny medalista mistrzostw świata.

## Kariera
Jego olimpijskim debiutem były igrzyska w Lake Placid rozgrywane w 1980 r., gdzie jego najlepszym indywidualnym wynikiem było 34. miejsce w biegu na 15 km techniką klasyczną. Na tym samym dystansie osiągnął swój najlepszy wynik podczas igrzysk olimpijskich w Sarajewie, gdzie zajął 14. miejsce. Lepiej zaprezentował się igrzyskach olimpijskich w Calgary, gdzie był piąty w biegu na 30 km i dziesiąty w biegu na 15 km techniką klasyczną. Największe sukcesy osiągał jednak na igrzyskach olimpijskich w Albertville. Wywalczył brązowe medale w biegu pościgowym oraz na dystansie 50 km techniką dowolną. Ponadto wraz z Giuseppe Puliè, Marco Albarello i Silvio Faunerem zdobył srebrny medal w sztafecie 4 × 10 km. Startował także na igrzyskach olimpijskich w Lillehammer, gdzie wspólnie z Maurilio De Zoltem, Marco Albarello i Silvio Faunerem triumfował w biegu sztafetowym – Włosi na finiszu wyprzedzili faworyzowanych gospodarzy. W swoim najlepszym indywidualnym starcie na tych igrzyskach, w biegu na 50 km techniką klasyczną, Giorgio zajął 8. miejsce.
W 1982 r. zadebiutował na mistrzostwach świata biorąc udział w mistrzostwach w Oslo, zajmując 14. miejsce w biegu na 15 km. Na mistrzostwach świata w Seefeld in Tirol zdobył swój pierwszy mistrzowski medal zajmując wspólnie z kolegami drugie miejsce w sztafecie. Indywidualnie był blisko kolejnego medalu, przegrał jednak walkę o trzecie miejsce ze swoim rodakiem Maurilio de Zoltem w biegu na 15 km techniką klasyczną. Na mistrzostwach świata w Oberstdorfie jego najlepszym wynikiem było 7. miejsce w biegu na 15 km stylem klasycznym. Podczas mistrzostw świata w Lahti w 1989 r. na tym samym dystansie zajął 14. miejsce. Dwa lata później, na mistrzostwach świata w Val di Fiemme, podobnie jak w Seefeld in Tirol, zajął czwarte miejsce w biegu na 15 km tym razem rozgrywanego techniką dowolną. Na mistrzostwach w Falun zdobył swój ostatni medal mistrzostw świata zdobywając razem z Maurilio de Zoltem, Marco Albarello i Silvio Faunerem srebrny medal w sztafecie. Na mistrzostwach świata w Thunder Bay w biegu na 50 km techniką dowolną ponownie był bliski szczęścia, jednak znowu zajął 4. miejsce. Startował także na mistrzostwach w Ramsau zajmując 11. miejsce w biegu na 50 km techniką klasyczną.
Najlepsze wyniki w Pucharze Świata osiągnął w sezonie 1981/1982, kiedy to zajął 9. miejsce w klasyfikacji generalnej. Łącznie 3 razy stawał na podium zawodów Pucharu Świata, ani razu nie zwyciężył. W 2002 r. zakończył karierę.
Jego siostra Bice Vanzetta także była biegaczką narciarską, dwukrotną medalistką olimpijską.

## Osiągnięcia

### Igrzyska olimpijskie
| Miejsce | Dzień     | Rok  | Miejscowość | Konkurencja             | Czas biegu | Strata   | Zwycięzca            |
| ------- | --------- | ---- | ----------- | ----------------------- | ---------- | -------- | -------------------- |
| 34.     | 17 lutego | 1980 | Lake Placid | 15 km stylem klasycznym | 41:57,63   | +2:55,55 | Thomas Wassberg      |
| 6.      | 20 lutego | 1980 | Lake Placid | Sztafeta 4 × 10 km      | 1:57:03,46 | +4:06,47 | ZSRR                 |
| 24.     | 10 lutego | 1984 | Sarajewo    | 30 km stylem klasycznym | 1:28:56,3  | +4:58,0  | Nikołaj Zimiatow     |
| 14.     | 13 lutego | 1984 | Sarajewo    | 15 km stylem klasycznym | 41:25,6    | +1:29,3  | Gunde Svan           |
| 7.      | 16 lutego | 1984 | Sarajewo    | Sztafeta 4 × 10 km      | 1:55:06,3  | +4:24,0  | Szwecja              |
| 30.     | 19 lutego | 1984 | Sarajewo    | 50 km stylem klasycznym | 2:15:55,8  | +11:12,5 | Thomas Wassberg      |
| 5.      | 15 lutego | 1988 | Calgary     | 30 km stylem klasycznym | 1:24:26,3  | +1:10,9  | Aleksiej Prokurorow  |
| 10.     | 19 lutego | 1988 | Calgary     | 15 km stylem klasycznym | 41:18,9    | +1:30,7  | Michaił Diewiatjarow |
| 5.      | 22 lutego | 1988 | Calgary     | Sztafeta 4 × 10 km      | 1:43:58,6  | +2:18,1  | Szwecja              |
| 7.      | 13 lutego | 1992 | Albertville | 10 km stylem klasycznym | 27:36,0    | +50,9    | Vegard Ulvang        |
| 3.      | 15 lutego | 1992 | Albertville | 10+15 km pościgowy      | 1:05:37,9  | +54,3    | Bjørn Dæhlie         |
| 2.      | 18 lutego | 1992 | Albertville | Sztafeta 4 × 10 km      | 1:39:26,0  | +1:26,7  | Norwegia             |
| 3.      | 22 lutego | 1992 | Albertville | 50 km stylem dowolnym   | 2:03:41,5  | +3:00,6  | Bjørn Dæhlie         |
| 14.     | 14 lutego | 1994 | Lillehammer | 30 km stylem dowolnym   | 1:12:26,4  | +4:08,8  | Thomas Alsgaard      |
| 15.     | 17 lutego | 1994 | Lillehammer | 10 km stylem klasycznym | 24:20,1    | +1:28,0  | Bjørn Dæhlie         |
| 9.      | 19 lutego | 1994 | Lillehammer | 10 km + 15 km pościgowy | 1:00:08,8  | +2:22,8  | Bjørn Dæhlie         |
| 1.      | 22 lutego | 1994 | Lillehammer | Sztafeta 4 × 10 km      | 1:41:15,0  | -        | -                    |
| 8.      | 27 lutego | 1994 | Lillehammer | 50 km stylem klasycznym | 2:07:20,3  | +2:56,1  | Władimir Smirnow     |

### Mistrzostwa świata
| Miejsce | Dzień       | Rok  | Miejscowość      | Konkurencja             | Czas biegu | Strata  | Zwycięzca                     |
| ------- | ----------- | ---- | ---------------- | ----------------------- | ---------- | ------- | ----------------------------- |
| 9.      | 20 lutego   | 1982 | Oslo             | 30 km stylem dowolnym   | 1:21:52,3  | +41,6   | Thomas Eriksson               |
| 7.      | 20 lutego   | 1982 | Oslo             | Sztafeta 4 × 10 km      | 1:56:27,6  | +4:52,2 | Norwegia                      |
| 7.      | 18 stycznia | 1985 | Seefeld in Tirol | 30 km stylem klasycznym | 1:18:24,1  | +1:27,9 | Gunde Svan                    |
| 4.      | 22 stycznia | 1985 | Seefeld in Tirol | 15 km stylem klasycznym | 40:42,7    | +50,5   | Kari Härkönen                 |
| 2.      | 24 stycznia | 1985 | Seefeld in Tirol | Sztafeta 4 × 10 km      | 1:52:21,0  | +6,5    | Norwegia                      |
| 9.      | 12 lutego   | 1987 | Oberstdorf       | 30 km stylem klasycznym | 1:24:30,1  | +5:27,9 | Thomas Wassberg               |
| 7.      | 15 lutego   | 1987 | Oberstdorf       | 15 km stylem klasycznym | 43:01,8    | +36,4   | Marco Albarello               |
| 5.      | 15 lutego   | 1987 | Oberstdorf       | Sztafeta 4 × 10 km      | 1:38:04,6  | +26,3   | Szwecja                       |
| 14.     | 21 lutego   | 1987 | Oberstdorf       | 50 km stylem dowolnym   | 2:11:27,2  | +7:01,2 | Maurilio De Zolt              |
| 28.     | 20 lutego   | 1989 | Lahti            | 15 km stylem dowolnym   | 40:39,6    | +2:33,0 | Gunde Svan                    |
| 14.     | 22 lutego   | 1989 | Lahti            | 15 km stylem klasycznym | 42:40,7    | +1:45,1 | Harri Kirvesniemi             |
| 7.      | 24 lutego   | 1989 | Lahti            | Sztafeta 4 × 10 km      | 1:40:12,3  | +2:19,1 | Szwecja                       |
| 4.      | 9 lutego    | 1991 | Val di Fiemme    | 15 km stylem dowolnym   | 36:57,2    | +34,1   | Bjørn Dæhlie                  |
| 11.     | 11 lutego   | 1991 | Val di Fiemme    | 10 km stylem klasycznym | 25:55,0    | +38,9   | Terje Langli                  |
| 4.      | 15 lutego   | 1991 | Val di Fiemme    | Sztafeta 4 × 10 km      | 1:39:47,3  | +2:38,9 | Norwegia                      |
| 18.     | 22 lutego   | 1993 | Falun            | 10 km stylem klasycznym | 24:51,6    | +44,4   | Sture Sivertsen               |
| 7.      | 24 lutego   | 1993 | Falun            | 10+15 km pościgowy      | 1:01:45,0  | +1:41,6 | Bjørn Dæhlie Władimir Smirnow |
| 2.      | 26 lutego   | 1993 | Falun            | Sztafeta 4 × 10 km      | 1:44:14,9  | +9,6    | Norwegia                      |
| 11.     | 28 lutego   | 1993 | Falun            | 50 km stylem dowolnym   | 2:03:36,8  | +4:43,3 | Torgny Mogren                 |
| 4.      | 19 marca    | 1995 | Thunder Bay      | 50 km stylem dowolnym   | 1:56:36,0  | +2:15,6 | Silvio Fauner                 |
| 11.     | 2 marca     | 1997 | Trondheim        | 50 km stylem klasycznym | 2:16:37,5  | +7:28,8 | Mika Myllylä                  |

### Puchar Świata

#### Miejsca w klasyfikacji generalnej
- sezon 1981/1982: 9.
- sezon 1982/1983: 34.
- sezon 1983/1984: 49.
- sezon 1984/1985: 22.
- sezon 1985/1986: 12.
- sezon 1986/1987: 18.
- sezon 1987/1988: 24.
- sezon 1988/1989: 25.
- sezon 1989/1990: 17.
- sezon 1990/1991: 24.
- sezon 1991/1992: 11.
- sezon 1992/1993: 12.
- sezon 1993/1994: 19.
- sezon 1994/1995: 41.
- sezon 1995/1996: 28.
- sezon 1996/1997: 34.

#### Miejsca na podium
| Nr | Dzień     | Rok  | Miejscowość | Konkurencja           | Czas biegu  | Pozycja | Strata      | Zwycięzca     |
| -- | --------- | ---- | ----------- | --------------------- | ----------- | ------- | ----------- | ------------- |
| 1. | 2 marca   | 1986 | Lahti       | 15 km stylem dowolnym | ?           | 3       | ?           | Torgny Mogren |
| 2. | 15 lutego | 1992 | Albertville | 10+15 km pościgowy    | 1:05:37.9 h | 3       | +54.3 s     | Bjørn Dæhlie  |
| 3. | 22 lutego | 1992 | Albertville | 50 km stylem dowolnym | 2:03:41.5 h | 3       | +3:00.6 min | Bjørn Dæhlie  |